# Løvenbalk
Løvenbalk (balk, ty. for bjælke) er en jysk uradelslægt, hvis stamfader Erik Christoffersen — der dog ikke kendes i primære kilder — skal have været frugten af kong Christoffer II's forbindelse med en jomfru af de gamle Lunge'r. Erik Christoffersen Løvenbalk havde ikke en søster, Regitze Christoffersdatter Løvenbalk, gift med med Peder Stigsen Krognos til Krapperup. Løvenbalk slægtsvåbnet med den blå gående løve eller leopard, er et utvivlsom tegn på kongelig byrd, såvel som de to blå bjælker i guld-felt, som slår fast, at linjen ikke skulle gøre nogen krav på kronen, og på hjelmen en halv blå løve. Slægtsnavnet blev først brugt i slægtens allersidste generation, i første halvdel af det 16. århundrede.
Det mest fremtrædende medlem af slægten var Erik Christoffersens sønnesøn, rigsråd og landsdommer i Nørrejylland Jens Nielsen Løvenbalk (død 1442) til Aunsbjerg og Odsgård. Da dronning Margrete I 1396 ordnede retsplejen i riget, satte hun Jens Nielsen til landsdommer i Nørrejylland, et betydelig embede han endnu beklædte et menneskealder senere i 1426. Ved kongevalget af Erik af Pommern 1397 var han ridder og medlem af rigsrådet, og endnu 1424 var han en af de første verdslige stormænd, som aflagde vidnesbyrd i processen angående Sønderjylland. Han nævnes også s.å. bland voldgiftsmændene i den store trætte imellem dronning Philippa og biskop Ulrik Stygge i Århus angående arven efter dennes formand, biskop Bo Mogensen.
Selv om det synes som om det ikke påvirkede hans offentlige anseelse, blev Jens Nielsen mest kendt for eftertiden ved den ydmygende og bekostelige soning, formanet af dronningen, som han 1405 i Helsingborg måtte indgå over for en anden jysk stormand, Jens Andersen Brock til Clausholm, hvis søn han havde slået ihjel.
Jens Nielsen var oldefader til ridderen Mogens Lauridsen Løvenbalk (død ca. 1536) til Tjele, der var sendebud i Skotland for kong Frederik I med den hensigt at modsætte Christian II og blev gift med Genete Jacobsdatter Craigengelt (-1567), med hvem han havde sønnen Knud Mogensen (1526-efter 1598) til Kjellerup. Da denne lagde krav på godset Tjele, blev der sat spørgsmålstegn ved, om forældrenes ægteskabet var gyldigt, og til sidst mistede han sin arv. Digteren Herman Frederik Ewald (1821-1908) udgav i 1871 romanen "Den skotske kvinde på Tjele", der handler om Craigengelts liv.
En meget diskuteret slægtsforbindelse er den med johannittermunken Thøger Jensen, der helt fra starten var en tro våbenfælle af Hans Tausens reformatoriske ideer. Thøger Jensen blev far til Viborgs biskop Peder Thøgersen (1532-1595), og var selv, ifølge en noget senere familietradition, søn af Jens Lauritzen Løvenbalk (c.1432-c.1500) og Anna Joachimsdatter Flemming (-c.1488) til Bjørnholm. Thøger Jensen og hans kone Anne Pedersdatter, der var nonne, var nogle af de første, der officielt brød den katolske kirkes celibat og blev gift, med en stor efterslægt, der den dag i dag har efterkommere i Danmark, Norge og rundt om i verden. Påstanden om afstamningen fra Løvenbalkerne er imidlertid helt uden dokumentation.

## Efterslægttavle for Christoffer II[1]
En efterslægtstavle, anno 1903 som primært datere sig fra Danmarks Adels Aarbog forskriver således om slægten Løvenbalk:
Kong Christoffer II. havde sammen med en jomfru af de gamle Lunge'r denne søn:
1. Erik Christoffersen Løvenbalk, børn:
  1. Johan Eriksen Løvenbalk, beseglede i 1343 et vidne af Viborg Landsthing og fører løven over bjælkerne.
  2. Margrethe Løvenbalk, nævnes enke; g. m. Niels Aagesen Galen til Karstedholm og Eljaröd, en sønnesøn af Skånes gældker Niels Erlandsen Galen (-eft.1285).
  3. Niels Eriksen Løvenbalk (c.1330-eft.1377) til Aunsbjerg (Lysgaard herred), deltog i kong Olufs hylding 1377; g. m. Sophie Johansdatter Rantzau (før 1326-c.1367). Søn:
    1. Jens Nielsen Løvenbalk til Aunsbjerg og Odsgaard (Middelsom herred), var gift to gange, først med Ellen Pedersdatter Munk (Bielke), anden gang med en adelsdame hvis våben var et delt skjold, 2. felt fem gange tværdelt (ifl. Mogens Jensens gravsten). Børn:
      1. Erik Jensen Løvenbalk til Aunsbjerg, nævnes 1438, da han oplod en gård i Funder til biskoppen i Aarhus. Gift. 1. gang m. Karen Pedersdatter Gyldenstierne, 2. gang m. Anne Albretsdatter Krag. Børn (af 1. ægteskab): 1
        1. Peder Eriksen Løvenbalk til Aunsbjerg og Vinderslev (Lysgaard H.), levede endnu 21 Nov. 1496; g. m. Thale Eriksdatter Rotfeld, levede 1480 (g. 1. gang m. Christen Mikkelsen Tornekrands til Kyø). Datter:
          1. Ellen Løvenbalk til Vinderslevgaard; g. m. Hans Skeel til Nygaard, der endnu levede 1628 (g. 2. gang m. Gjertrud Ludvigsdatter Rosenkrantz).

        2. Erik Eriksen Løvenbalk til Aunsbjerg, nævnes 1447, deltog 1487 i hyldingen i Lund, levede 10 Juli 1499, begraves i Viborg Domkirke; g. 1. gang før 1455 m. Mette Lauridsdatter Ulfeldt til Løitved, der mulig endnu levede 19 Dec. 1478, da Erik Eriksen Løvenbalk blev sagsøgt af Jørgen Bud for hendes farfader Hr. Fin Aagesens gæld til Hr. Ove Hase. Gift 2. gang før 20 Juni 1487 m. Thore Eriksdatter Hvass af Ormstrup, levede 1515. Børn (af 2. ægteskab):
          1. Gert Eriksen Løvenbalk til Aunsbjerg, levede 1506, da han 25 Aug. i Viborg lod sin hustru begrave, nævnes 1511 blandt adelen i Børglum stift, havde da Aastrup Lehn; levede 1517; g. m. N. N., død 1506.
          2. Karen Løvenbalk, levede 1518; g. m. Henneke Kirt til Ullerup, levede 1511, var død 1515.
          3. Sophie Løvenbalk, var 1512, begavet. i Viborg Domkirke; g. m. Lydeko Olsen (muligvis af den svenske slægt Djekn, hvis våben var en munk med ørnehoved), var død 1509.
          4. Pernille Løvenbalk, levede 1548.
          5. Gjertrud, levede 1548.

      2. Maren Løvenbalk, g. m. Jens Kaas Sparre til Kaas, der levede 1408 og 1429.
      3. Gjertrud Løvenbalk, g. m. Laurids Mus til Stenalt (g. 2. gang m. Mette Rosenkrantz).
      4. Ellen Løvenbalk; g. m. Jens Olsen til Bustrup.
      5. Margrethe Løvenbalk, g. m. Jakob Mogensen Seefeld til Refsnæs.
      6. Sophie Løvenbalk (af 2. ægteskab); g. m. Jon Viffertsen til Torstedlund, død 1493 (g. 2. gang m. Kirsten Christiernsdatter Taarnskytte).
      7. Mogens Jensen Løvenbalk (af 2. ægteskab) til „Bjerskov“, gav 1429 gods til Viborg Domkirke for Asmildgaard, han havde i forlening, deltog 1439 i opsigelsen til Kong Erik og var 9 April 1440 nærværende på Viborg Landsthing ved udstedelsen af Christoffer af Bayerns haandfæstning; synes at være falden 1441 i bondeoprøret; g. m. Else Svendsdatter Udsøn, der 1450 som enke skødede gods til Hr. Otte Nielsen Rosenkrantz, da var i Asmild Kloster og endnu levede 1466, levede længe som enke på Aunsbjerg, men gav sig siden i Mariager Kloster, død 1482, begravet i Viborg hos sin første ægtefælle, (g. 1. gang m. Eskild Ibsen Basse til Tjele (Sønderlyng herred). Søn:
        1. Laurids Mogensen Løvenbalk til Tjele, g. 1. gang før 1472 m. Anne Joakimsdatter Flemming, død ca. 1488, begravet med sin ægtefælle i Mariager Kirke. Gift 2. gang m. Karen Pedersdatter Bille, levede 151, begravet i Viborg Domkirke. Børn (vistnok alle af 2. ægteskab):
          1. Knud Lauridsen Løvenbalk, gik 1508 i skole i Roskilde.
          2. Jørgen Lauridsen Løvenbalk til Tjele, gjorde 1529 sammen med sine søskende et mageskifte med Viborg Domkapitel, levede 14 maj 1531.
          3. Mogens Lauridsen Løvenbalk til Tjele, var 1526 Sendebud til Skotland for at modarbejde Kong Christian 2., var 1527 ridder og førte et af fire til Norge opsendte skibe, der bl.a. indtog Akershus, fulgte 1529 Mogens Gyldenstierne som skibschef på toget til Akershus, død c.1536, havde med en fra Skotland hjemført adelig jomfru Genete Jakobsdatter Craigengelt, af greverne af Montroses slægt, død 17 Aug. 1567 paa Harlevholm, begravet i Harlev Kirke, (g. siden m. en ufri mand Hans Skriver), følgende børn:
            1. Knud Mogensen Løvenbalk til Kjellerup
            2. En datter, levede 1554

          4. Maren Løvenbalk til Tjele; g. 8 Aug. 1529 på Hastrup m. Erik Skram (Fasti) til Hastrup, død 30 April 1568 på Hastrup, begravet i Tjele kirke.

  4. Mikkel Eriksen Løvenbalk, søn:
    1. Johannes Mikkelsen af Bosholm (Børglum herred), beseglede 1404 til vitterlighed et til Hr. Jens Nielsen Løvenbalk udgivet skøde og fører løven og bjælkerne.